# Comuna Iosîpivka, Vilșanka
Iosîpivka (în ucraineană Йосипівка) este o comună în raionul Vilșanka, regiunea Kirovohrad, Ucraina, formată din satele Iosîpivka (reședința) și Zaliznîcine.

## Demografie
Componența lingvistică a comunei Iosîpivka
     Ucraineană (95,27%)
     Rusă (3,83%)
     Alte limbi (0,9%)
Conform recensământului din 2001, majoritatea populației comunei Iosîpivka era vorbitoare de ucraineană (95,27%), existând în minoritate și vorbitori de rusă (3,83%).